# Caliroa quercuscoccineae
Caliroa quercuscoccineae är en stekelart som först beskrevs av Dyar.  Caliroa quercuscoccineae ingår i släktet Caliroa och familjen bladsteklar. Inga underarter finns listade.